# Ernst Girmindl
Ernst Girmindl (* 26. Februar 1931 in Hutthurm; † 30. Oktober 2024 in Cham) war ein deutscher Politiker (CSU). Er war von 1967 bis 1972 Landrat des Landkreises Roding und von 1972 bis 1996 Landrat des Landkreises Cham.

## Politik
Ernst Girmindl studierte Jura in München und Erlangen. Im Oktober 1961 wurde er juristischer Staatsbeamter im Landratsamt Roding. Nachdem der amtierende Landrat Franz Sackmann (CSU) zum Staatssekretär im bayerischen Wirtschaftsministerium berufen worden war, trat Girmindl seine Nachfolge an. Bei der Wahl im März 1967 entfielen 67 % der Stimmen auf ihn, 33 % auf seinen SPD-Gegenkandidaten Hans Holz. Noch vor Ende seiner Amtszeit wurde der Landkreis aufgelöst und größtenteils mit dem Landkreis Cham zusammengelegt. Girmindl wurde Landrat des neuen Großlandkreises.

## Ehrungen
- Bundesverdienstkreuz 1. Klasse (1985)[4]
- Bayerischer Verdienstorden (1995)[4]
- Ehrenbürger von Stamsried[3], Roding, Walderbach und Falkenstein[4]
- Universitätsmedaille „Bene merenti“, Universität Regensburg[5]